# Isletilla
Isletilla är en ort i Mexiko.   Den ligger i kommunen Santiago Tuxtla och delstaten Veracruz, i den sydöstra delen av landet, 400 km öster om huvudstaden Mexico City. Isletilla ligger 5 meter över havet och antalet invånare är 113.
Terrängen runt Isletilla är mycket platt. Runt Isletilla är det ganska tätbefolkat, med 70 invånare per kvadratkilometer. Närmaste större samhälle är Tlapacoyan, 17,3 km nordost om Isletilla. Omgivningarna runt Isletilla är en mosaik av jordbruksmark och naturlig växtlighet.